# She works hard
She works hard ist ein experimenteller Dokumentarfilm unter der Regie von Kathrin Lemcke aus dem Jahr 2017.

## Handlung
Der fiktionale Dokumentarfilm diskutiert verschiedene Utopien künstlerischer Arbeit. Sieben Künstler und Kulturschaffende sprechen über Arbeit und Leben: Wie Arbeit organisiert ist, was Arbeit ist, ob es Arbeit gibt und wie Menschen zusammenarbeiten könnten. In Interviews mit Kulturschaffenden in einem Berliner Coworking-Space wird der Begriff der Arbeit ausgelotet. Als Praxisbeispiel wurde die kollektive Arbeit an einem Buch gewählt. Die Verwirklichung der Utopien erscheint unmöglich, und doch haben sie das Potenzial, sich zu entfalten. Entscheidend ist, an diese Möglichkeit zu glauben.

## Produktion
Regie, Drehbuch und Kameraführung sowie Filmschnitt lagen in den Händen von Kathrin Lemcke. Der Film wurde im Rahmen des Professional Media Master Class (PMMC) Lab der Werkleitz Gesellschaft produziert. Produziert haben neben Kathrin Lemcke noch ihre Filmgesellschaft Filmpassenger und die Werkleitz Gesellschaft e.V.
Die Premiere fand im Oktober 2017 beim One World Human Rights Festival in Berlin statt.